# Watertoren Vogelenzang
De Watertoren Vogelenzang in Bennebroek is gebouwd in 1927. De watertoren heeft een waterreservoir van 70 m3.
De toren is gebouwd bij de aanleg van de psychiatrische inrichting Vogelenzang, naar ontwerp van de architect A.T. Kraan (senior). Tegenwoordig is dit een onderdeel van de organisatie InGeest. De watertoren ligt in het noordelijk deel van dit terrein.
Aalsmeer ·
Alkmaar ·
Amsterdam
(Westergasfabriek ·
Nieuwer-Amstel ·
Watergraafsmeer ·
Sloten ·
Spaklerweg ·
Amstelveenseweg ·
Waterkeringweg) ·
Assendelft ·
Bennebroek
(Vogelenzang) ·
Bussum ·
Castricum ·
Den Helder
(Oude ·
Nieuwe) ·
Egmond aan Zee ·
Heemstede ·
Hilversum
(Oude ·
Nieuwe) ·
Hoogkarspel ·
Hoorn ·
IJmuiden
(Dokweg ·
Evertsenstraat) ·
Kwadijk ·
Laren ·
Ouderkerk aan de Amstel ·
Overveen ·
Weesp ·
Wieringerwaard ·
Wormer
(Hollandia ·
Van Gelder) ·
Wormerveer ·
Zaandam ·
Zandvoort
(Oude ·
Nieuwe)